# ابویل-سانت-لوشن

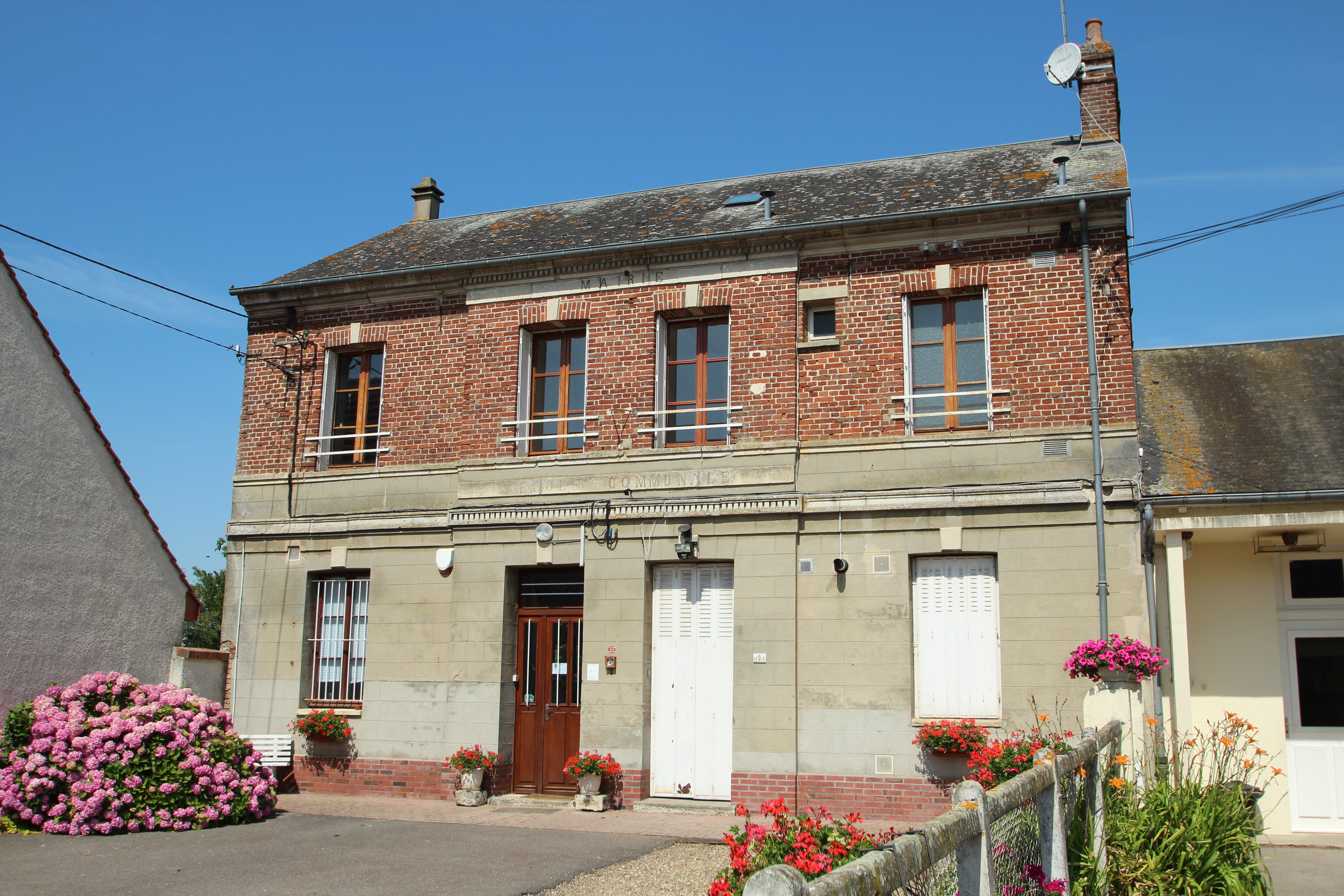
تالار شهر ابویل-سانت-لوشن

ابویل-سانت-لوشن (به فرانسوی: Abbeville-Saint-Lucien) یک کامین در فرانسه با جمعیت ۵۳۲ نفر است که در Canton of Froissy واقع شده‌است.